# Tetropium gracilicum
Tetropium gracilicum är en skalbaggsart som beskrevs av Hayashi 1983. Tetropium gracilicum ingår i släktet Tetropium och familjen långhorningar.
Artens utbredningsområde är Paraguay. Inga underarter finns listade i Catalogue of Life.